# Régulo Caro
Régulo Caro Pérez (Los Ángeles, California; 5 de noviembre de 1981) es un cantante, músico y compositor mexicano/estadounidense de música regional mexicana.

## Biografía
Nació el 5 de noviembre de 1981 en Los Ángeles, California pero creció en Ciudad Obregon, Sonora. Desde pequeño demostró su fuerte inclinación por la música por lo que a la edad de 13 años decide formar una agrupación musical. A los 16 tenía cierta experiencia en fiestas y reuniones.
Termina su Licenciatura en Administración de Empresas, la cual solo ejerció por unos meses, ya que su deseo por la música estaba latente.
Como compositor ha trabajado con importantes exponentes de la música regional mexicana así como su primo Gerardo Ortiz, Los Nuevos Rebeldes, Banda MS, Raúl Hernández, Los Buitres de Culiacán y Alfredo Olivas.

## Carrera artística
Régulo uno de los artistas más populares del género regional mexicano ha recibido un sinnúmero de reconocimientos incluyendo una nominación al Latin Grammy, un premio BMI, disco de oro, una estrella en el paseo de Las Vegas, entre otros. Sus álbumes se han posicionado en el Top 5 de la lista Regional Mexican Albums de la revista Billboard y sus canciones han alcanzado los primeros lugares de las listas de popularidad.

## Discografía
- Música, Pólvora y Sangre (2010)[4]
- Amor en Tiempos de Guerra (2012)
- Especialista (2013)
- Mi Guitarra y Yo, Vol. 1 (2013)
- Senzu-Rah (2014)
- Mi Guitarra y Yo, Vol. 2 (2015)
- En Estos Dias (2016)
- En vivo con La Sangre Nueva (2017)
- Mi Guitarra y Yo, Vol. 3' (2018)
- En Vivo Desde Culiacán (2018)
- The Real Emilio Garra (2019)
- Mi Guitarra Y Yo, Vol. 4 (2019)
- Todo Va a Estar Bien (2020)
- Emilio Garra y la Sangre Nueva, En Vivo, Vol. 1 (2020)
- En Vivo F.P. (2020)
- Amanecida en Caborca, Sonora, Vol. 1  (2020)
- Amanecida en Caborca, Sonora, Vol. 2  (2021)
- Régulo Caro Vs. Emilio Garra  (2022)

## Sencillos
- 25 de Diciembre (2010)
- Amor Enfermo (2010)
- Il Matadore (2011) .
- El Beso de la Muerte (2011)
- Corazon Equivocado (2012)
- Vengo A Reclamarte (2012)
- El Secuestro del Cachorro (2012)
- Empujando la Linea (El Minilic) (2013)
- Voy a Pistearme el Dolor (2013)
- El Escudo Del Chavo (feat. Grupo 360) (2013)
- Y Si Es Por Amor (2014)
- Soltero Disponible (2014)
- Me Gustas, Me Gustas (2015)
- Ya Coronamos (2015)
- CicatrIIIces (2016)
- En Estos Dias (2016)
- Seria un Error (2017)
- Como Vuelvo A Enamorarte  (2017)
- El lujo de tenerte (2018)
- Historias del Este  (2018)

## Premios y nominaciones

### Latin Grammy Awards
Los Latin Grammy Awards son galardones otorgados por la Academia Latina de Artes y Ciencias de la Grabación. Similares al Premio Grammy.
Régulo Caro ha recibido una nominación.
| Año  | Trabajo nominado                    | Categoría           | Resultado |
| ---- | ----------------------------------- | ------------------- | --------- |
| 2012 | (álbum) "Amor en Tiempos de Guerra" | Mejor Álbum Norteño | Nominado  |